# Legendy koraniczne
Legendy koraniczne – opowiadania pojawiające się w Koranie jako legendy, przypowieści o zabarwieniu folklorystycznym, często nawiązujące do motywów chrześcijańskich oraz żydowskich. W dużej mierze są to powtórzenia opowiadań z tych właśnie tradycji, jednak nie pokrywają się prawie wcale z oryginalnym przekazem starotestamentowym lub nowotestamentowym. Legendy te bazują w większości na misznach oraz na apokryfach, jednak przez wyznawców islamu są uznawane jako prawdziwe i objawione przez Boga.

## Nawiązania do tradycji żydowskiej

### Kain i kruk
Sura piąta nosząca nazwę Stół zastawiony zawiera inny niż w Księdze Rodzaju opis historii o Kainie i Ablu: 

Opowiedz im historię o dwóch synach Adama zgodnie z prawdą. Oto obydwaj przynieśli ofiarę; i została przyjęta od jednego z nich, a nie została przyjęta od drugiego. On powiedział: „Ja z pewnością cię zabiję!” Ten powiedział: „Bóg przyjmuje tylko od bogobojnych. Jeśli nawet wyciągniesz rękę ku mnie, aby mnie zabić, to ja nie wyciągnę ręki ku tobie, aby ciebie zabić. Zaprawdę, ja lękam się Boga, Pana światów! Zaprawdę, chcę, abyś wziął na siebie mój grzech i swój grzech i abyś znalazł się wśród mieszkańców ognia. Taka jest zapłata niesprawiedliwych.” I dusza jego popchnęła go do zabójstwa brata; zabił go i znalazł się wśród tych, którzy ponieśli stratę. Wówczas Bóg posłał kruka, który podrapał ziemię, aby mu pokazać jak ukryć zwłoki brata. Powiedział on: „O biada mi! Czyż ja mogę być podobnym do tego kruka i ukryć zwłoki brata?” I wtedy znalazł się wśród tych, którzy wyrażają skruchę. Z tego to powodu przepisaliśmy synom Izraela: „Ten, kto zabił człowieka, który nie popełnił zabójstwa i nie szerzył zgorszenia na Ziemi, czyni tak, jakby zabił wszystkich ludzi. A ten, kto przywraca do życia człowieka, czyni tak, jakby przywracał do życia wszystkich ludzi.”

{{Cytat}} Przestarzałe pola: 1.
Ostatnie zdanie fragmentu traktujące o moralnej ocenie morderstwa jest nawiązaniem do żydowskiej tradycji misznaickiej.

### Podstęp Abrahama
Sura dwudziesta pierwsza zatytułowana Prorocy przedstawia pozabiblijny opis historii Abrahama: 

Powiedział [Abraham]: "Tak! Wasz Pan jest Panem niebios i ziemi; On jest Tym, który je stworzył, a ja jestem z tych, którzy są tego świadkami. I przysięgam na Boga, iż przygotuję podstęp przeciw waszym bożkom, jak tylko odwrócicie się plecami.” I rozbił ich w kawałki, z wyjątkiem głównego z nich - być może, oni do niego powrócą. Oni powiedzieli: „Kto postąpił tak z naszymi bogami? Zaprawdę, on jest z liczby niesprawiedliwych!” Oni powiedzieli: „Słyszeliśmy młodzieńca, zwanego Abrahamem, który wspominał o nich.” Oni powiedzieli: „Przyprowadźcie go tu przed oczy ludzi, być może, oni zaświadczą!” Oni powiedzieli: „Czy to ty, Abrahamie, postąpiłeś tak z naszymi bogami?” On powiedział: „Ależ przeciwnie! To uczynił ten główny z nich. Zapytajcie ich więc, jeśli oni mogą mówić!” Oni zwrócili się do samych siebie i powiedzieli: „Wy jesteście niesprawiedliwi.” Potem, zmieszani, zwiesili głowy: „Ty przecież wiesz, iż oni nie mówią.” On powiedział: „Czy wy więc czcicie, poza Bogiem, to, co nie jest wam ani w niczym pożyteczne, ani w niczym szkodliwe? Wstyd dla was i dla tego, co wy czcicie poza Bogiem! Czy wy się zastanowicie?” Oni powiedzieli: „Spalcie go! Pomóżcie waszym bogom, jeśli chcecie działać!” Powiedzieliśmy: „O ogniu! Bądź chłodem i pokojem dla Abrahama!”

{{Cytat}} Przestarzałe pola: 1. Opowieść o Abrahamie nieszczącym figurki pogańskich bogów jest zaczerpnięta z tradycji żydowskich midraszy. Muzułmanom ma zaś udowadniać, że bałwochwalstwo jest głupstwem, ponieważ wyznawcy wielu bóstw sami się ośmieszyli poprzez przyznanie się do ich fałszywości.

### Salomon i mrówka
Sura dwudziesta siódma nosząca tytuł Mrówki opisuje legendę o królu Salomonie, również przejętą z żydowskiej tradycji: 

I zgromadzone zostały wojska dla Salomona, złożone z dżinnów, ludzi i ptaków; i ustawiono je w szeregi. A kiedy doszli do Doliny Mrówek, jedna mrówka powiedziała: "O mrówki! Wejdźcie do waszych pomieszczeń, żeby Salomon i jego wojska nie stratowały nas przez nieuwagę.” I Salomon uśmiechnął się na te jej słowa, i powiedział: „Panie mój! Pobudź mnie, abym był wdzięczny za Twoją dobroć, którą mnie napełniłeś i moich rodziców; i abym czynił dobro, które by się Tobie podobało. Wprowadź mnie przez Twe miłosierdzie, pomiędzy Twoje sługi sprawiedliwe!” Salomon zrobił przegląd ptaków i powiedział: „Dlaczegoż nie widzę dudka? Czyżby był nieobecny? Ukarzę go niechybnie karą surową albo, doprawdy, go zabiję, chyba że przyniesie mi wyraźne usprawiedliwienie!” Lecz on niebawem się zjawił...

{{Cytat}} Przestarzałe pola: 1. Wedle przekazów żydowskich legenda miała swoją kontynuację; królowa mrówek rozmawiała z Salomonem po wydaniu rozkazu wycofania się reszcie w obawie przed zmiażdżeniem przez jego wojska. Gdy ten chciał jej zadać pytanie, ona odmówiła, chyba że zostałaby wzięta na rękę aby rozmawiać z nią jak równy z równym. Po tym jak król Izraela położył ją na swojej dłoni i zapytał czy jest ktoś większy na świecie niż on, królowa mrówek odpowiedziała, iż ona jest większa. Salomon rozzłościł się i zrzucił ją z ręki przypomniawszy jej kim jest, na co ona przypomniała mu o jego ziemskim pochodzeniu i wezwała do pokory. Wówczas król odszedł zawstydzony.

## Nawiązania do tradycji chrześcijańskiej

### Siedmiu śpiących

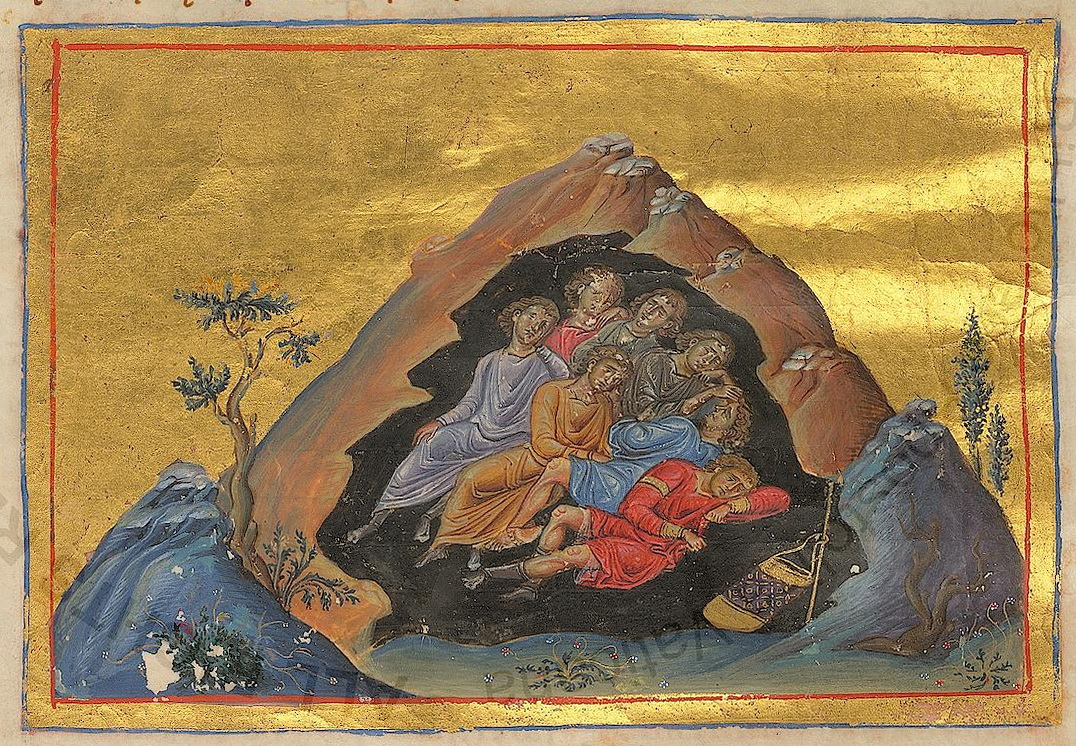
Ilustracja z Menologium Bazylego II przedstawiająca Siedmiu Śpiących z Efezu.

Sura osiemnasta zatytułowana Grota nawiązuje do chrześcijańskiej legendy o Siedmiu Śpiących. Bohaterami historii jest siedmiu chrześcijan z Efezu, którzy szukają schronienia w jaskini przed grożącymi im śmiercią poganami i zapadają w cudowny sen trwający setki lat. Później Śpiący budzą się, by ujrzeć pokonanych pogan, a ziemię nawróconą na ich wiarę. Według autora przekładu Koranu na język polski – Józefa Bielawskiego; tych siedmiu młodzieńców miało uciec przed gwałtownymi prześladowaniami zarządzonymi w połowie III wieku przez cesarza Decjusza, który kazał im złożyć ofiary pogańskim bogom. Wedle pozakoranicznych treści młodzieńcy mieli spędzić w jaskini ponad sto lat i obudzić się dopiero w czasach panowania cesarza Teodozjusza, kiedy chrześcijaństwo stało się religią panującą. Najwcześniejsza wersja tej historii w postaci pisemnej pochodzi od syryjskiego biskupa Jakuba z Sarug żyjącego na przełomie V i VI wieku, natomiast sama legenda wywodzi się z wcześniejszego, obecnie zaginionego źródła greckiego. Zarys tej opowieści pojawia się u frankijskiego kronikarza Grzegorza z Tours piszącego w VI wieku, oraz w Historii Longobardów Pawła Diakona z VIII wieku. Najbardziej znana w zachodnim chrześcijaństwie wersja legendy, znajduje się w pochodzącym z XIII wieku zbiorze żywotów świętych znanym jako Złota legenda autorstwa włoskiego dominikanina Jakuba de Voragine. Chrześcijanie obchodzą „Siedmiu Śpiących z Efezu” jako cud i przez wieki Kościół rzymskokatolicki obchodził ich święto 27 lipca w kalendarzu liturgicznym. Wersja koraniczna różni się tym od chrześcijańskiej, iż tytułowi Śpiący są przedstawieni jako muzułmanie, a czas ich snu zostaje przybliżony do trzystu dziewięciu lat. W surze Grota nie padają informacje ilu było dokładnie Śpiących, ani gdzie owa jaskinia się znajdowała, natomiast ludzie na zewnątrz w czasie ich pobytu zgadywali ich liczbę. Oprócz tego w Koranie, w wersie osiemnastym Groty wspomniany jest pies siedzący przy wejściu do jaskini.

### Nazwanie Marii
Sura trzecia zatytułowana Rodzina Imrana przedstawia sposób w jaki Marii, matce Jezusa nadano imię: 

Oto powiedziała żona Imrana: "Panie mój! Ja poświęcam Tobie to, co jest w moim łonie. Przyjmij to więc ode mnie, wszak Ty jesteś Słyszący, Wszechwiedzący!” A kiedy ona porodziła, powiedziała: „Panie mój! Oto złożyłam ją - istotę żeńską.” A Bóg wie najlepiej co ona złożyła, przecież rodzaj męski nie jest żeński. - „Nazwałam ją Marią. I oto oddaję ją, ją i całe jej potomstwo, Tobie pod opiekę przed szatanem przeklętym!”

{{Cytat}} Przestarzałe pola: 1. Wątek ten przewija się w Protoewangelii Jakuba, gdzie również jest potwierdzenie nazwania Marii przez jej matkę Annę. Dokładnie to samo przekazuje Ewangelia Pseudo-Mateusza

### Cudowne zaopatrzenie Marii
Ta sama sura trzecia następnie wspomina o tym jak Maria miała dostawać pożywienie od Boga, co również zostaje w podobny sposób opisane we wspomnianej apokryficznej Protoewangelii Jakuba. Dokładnie jest tam podane, iż Maria przebywając w świątyni Pańskiej otrzymywała jedzenie z rąk anioła. Z kolei Ewangelia Pseudo-Mateusza nadmienia, iż jedzenie które Maria miała dostawać od kapłanów rozdawała ubogim, a aniołowie usługiwali jej i prowadzili z nią rozmowy. Wedle podobnej narracji Koran zaś przekazuje: 

Za każdym razem, jak wchodził do niej Zachariasz, do przybytku świętego, znajdował u niej zaopatrzenie. Powiedział: "O Mario! Skąd to przychodzi do ciebie?” Ona odpowiedziała: „To jest od Boga.” Zaprawdę Bóg daje zaopatrzenie, komu chce - bez żadnego rachunku!

{{Cytat}} Przestarzałe pola: 1.

### Wskazanie opiekuna Marii przez dany znak

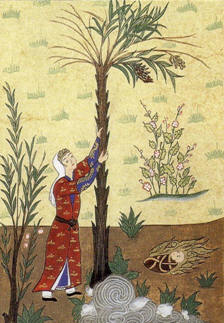
Maria potrząsająca palmę – motyw z sury dziewiętnastej.

Sura trzecia podobnie jak Protoewangelia Jakuba przedstawia sposób, w jaki zostali wyłonieni opiekunowie Marii. Według Protoewangelii Anioł Pański rozkazał Zachariaszowi, by zebrał wdowców, a każdy z nich miał wziąć różdżkę. Mężem Marii miał zostać wdowiec wskazany przez znak od Boga. Kapłan wziął od wdowców różdżki, poszedł do świątyni i modlił się, ale znaku nie otrzymał. Dopiero gdy Józef wziął swoją różdżkę, miał z niej wylecieć gołąb i usiąść mu na głowie. Dla kapłana był to znak, żeby Józef stał się opiekunem Marii, a później jej mężem. Niemal identyczną wersję przekazuje Ewangelia Pseudo-Mateusza, dodając jednak wzmiankę o aniele, który zwrócił arcykapłanowi uwagę, iż pominął on jedną z różdżek, należącą właśnie do Józefa. W Ewangelii Dzieciństwa Ormiańskiej zamiast różdżek są tabliczki. Zachariasz miał je wręczyć mężczyznom. Na każdej z nich miało być napisane imię dziewicy, jaką mieli poślubić. Z tabliczki z wyrytym imieniem Marii miał wyfrunąć gołąb i usiąść na głowie Józefa tak samo jak we wspomnianych wcześniej apokryfach. W Ewangelii Dzieciństwa Ormiańskiej podkreślony jest opór Józefa, który będąc starszym mężczyzną nie chciał brać pod opiekę nastoletniej Marii, jednak po namowie arcykapłanów wyraził na to zgodę. Echo legendy z apokryfów pobrzmiewa w wersie czterdziestym pierwszym sury trzeciej Koranu: 

To należy do opowiadań o tym, co skryte, które tobie objawiamy. Ty nie byłeś wśród nich, kiedy oni rzucali swoje trzciny, aby rozstrzygnąć, który z nich ma się opiekować Marią; i nie byłeś wśród nich, kiedy się sprzeczali.

{{Cytat}} Przestarzałe pola: 1. Słowa te są kierowane do Mahometa, który według Koranu otrzymał objawienie od Boga. Zostaje w nich położony nacisk na fakt, iż Mahomet nie mógł być świadkiem tych wydarzeń, ponieważ urodził się długo po nich.

### Maria i drzewo palmowe
Sura dziewiętnasta zatytułowana Maria przytacza opowiadanie znane z apokryficznej Ewangelii Pseudo-Mateusza o tym, jak Maria urodziła Jezusa: 

I poczęła go, i oddaliła się z nim w dalekie miejsce. I doprowadziły ją bóle porodowe do pnia drzewa palmowego. Powiedziała: "Obym była umarła przedtem; obym była całkowicie zapomniana!” Wtedy będące u jej stóp dziecko zawołało do niej: „Nie smuć się! Twój Pan umieścił u twych stóp strumyk. Potrząśnij ku sobie pień palmy, ona ci zrzuci świeże, dojrzałe daktyle. Jedz, pij i daj oczom ochłodę! A jeśli zobaczysz jakiegoś człowieka, to powiedz: Ślubowałam Miłosiernemu post, nie będę więc dziś mówić z nikim.”

{{Cytat}} Przestarzałe pola: 1. Wersja apokryficzna różni się tym od koranicznej, że w Ewangelii Pseudo-Mateusza cud związany z palmą ma miejsce długo po narodzeniu Jezusa, gdy ten miał dwa lata. Ponadto palma miała się skłonić na rozkaz Jezusa, ponieważ Maria chciała zjeść z niej owoce. Dodatkowo Jezus nakazał korzeniom palmy zebrać najczystszą wodę i wytrysnąć ją na powierzchnię, by strudzeni podróżą Józef i Maria mogli się też napić. Podobny motyw drzewa schylającego się na rozkaz Jezusa pojawia się w Ewangelii Dzieciństwa Ormiańskiej.

### Mówiące dzieciątko Jezus
Przy okazji opis legendy o drzewie palmowym zawiera pozaewangeliczną informację, że Jezus potrafił mówić tuż po urodzeniu, co miało uwypuklać jego wyjątkowość. Ciąg dalszy owego cudu podkreślono w kolejnych wersach przypominających fragment apokryfu o nazwie Ewangelia Dzieciństwa Arabska: 

Oni powiedzieli: "Jakże będziemy przemawiać do kogoś, kto jest w kołysce, do małego chłopca?" On powiedział: "Zaprawdę, ja jestem sługą Boga! On dał mi Księgę i uczynił mnie prorokiem. On mnie błogosławi, gdziekolwiek się znajduję. On nakazał mi modlitwę i jałmużnę - jak długo będę żył - i dobroć dla mojej matki. On nie uczynił mnie ani tyranem, ani nieszczęśliwym. I pokój nade mną w dniu, kiedy się urodziłem, w dniu, kiedy będę umierał, w dniu, kiedy będę wskrzeszony do życia.”

{{Cytat}} Przestarzałe pola: 1. Motyw Jezusa potrafiącego mówić już jako noworodek pojawia się również w syryjskiej Opowieści o Magach, gdzie wygłasza dwie długie i skomplikowane przemowy do Mędrców ze Wschodu, a także jedną do swojej matki. W Ewangelii Dzieciństwa Arabskiej napisano historię o dwóch zbójcach, śpiących w nocy na pustyni ze swoją bandą. Ich imiona w tym apokryfie brzmiały Titus i Dumakus. Miała koło nich przejść święta rodzina, a jeden ze zbójców poprosił drugiego by nie robił im krzywdy. W tym celu nawet podarował mu czterdzieści drachm, co pochwaliła Maria, zaś niemowlę Jezus powiedziało jej, że za trzydzieści lat zostanie ukrzyżowany razem z owymi zbójami mając ich po prawej i lewej stronie.

### Jezus lepiący gliniane ptaki
Wers czterdziesty dziewiąty sury trzeciej śladem Ewangelii Dzieciństwa Tomasza podaje następujące słowa nauczającego Jezusa: 

"Przyszedłem do was ze znakiem od waszego Pana. Ja utworzę wam z gliny postać ptaka i tchnę w niego, i on stanie się ptakiem"

{{Cytat}} Przestarzałe pola: 1 oraz 2. Według wspomnianej Ewangelii gdy Jezus był dzieckiem ulepił z gliny dwanaście ptaszków, co zaobserwowało inne dziecko które natychmiast doniosło o tym Józefowi. Ponieważ Jezus zrobił je w dzień szabatu, Józef skarcił go, jednak Jezus klasnął w ręce, a ptaki uleciały w powietrze. W Ewangelii Dzieciństwa Arabskiej dodane jest, iż oprócz ptaszków Jezus ulepił także inne figurki, którym rozkazał chodzić i reagowały one na jego polecenia. Z kolei w Ewangelii Dzieciństwa Ormiańskiej podane jest, iż po ulepieniu i ożywieniu wróbli, Jezus powiedział do zgromadzonych wokół dzieci, by biegli za nimi. Oprócz tego miał przemienić pył w komary i muchy, a także osy i pszczoły, które później dokuczały mieszkańcom ziemi Kanaan.

### Jezus jako nieukrzyżowany
Przekaz koraniczny wyraźnie wskazuje, iż Jezus w rzeczywistości nie został ukrzyżowany, co zasadniczo odróżnia religię chrześcijańską od islamu. Według muzułmanów na krzyżu zginął ktoś inny, dlatego ludziom wydawało się tak, a Jezus tak naprawdę żył dalej i umarł śmiercią naturalną. Sura czwarta nazwana Kobiety poucza: 

Nie! To Bóg nałożył na nie pieczęć za ich niewiarę, tak iż tylko niewielu z nich wierzy. - i za ich niewiarę, i za to, że powiedzieli przeciw Marii kalumnię straszną, i za to, że powiedzieli: „zabiliśmy Mesjasza, Jezusa, syna Marii, posłańca Boga” - podczas gdy oni ani Go nie zabili, ani Go nie ukrzyżowali, tylko im się tak zdawało; i, zaprawdę, ci, którzy się różnią w tej sprawie, są z pewnością w zwątpieniu; oni nie mają o tym żadnej wiedzy, idą tylko za przypuszczeniem; oni Go nie zabili z pewnością. Przeciwnie! Wyniósł Go Bóg do Siebie!

{{Cytat}} Przestarzałe pola: 1. Niewiara w ukrzyżowanie Jezusa nie wystąpiła dopiero u muzułmanów. Jej rodowód jest starszy i sięga początków chrześcijaństwa w starożytności. W swoim dziele z około 180 roku, zatytułowanym Adversus haereses, święty Ireneusz, biskup Lyonu odnosi się do poglądów gnostyków. Według Ireneusza według nich, Jezus w odpowiednim momencie podczas drogi krzyżowej zamienił się miejscami z Szymonem z Cyreny, który został ukrzyżowany zamiast niego Sam Jezus zaś miał przemienić się w Szymona i stać obok śmiejąc się. Podobną opinię prezentował syryjski gnostyk Bazylides żyjący na przełomie I i II wieku. Zdaniem księdza Marka Starowieyskiego pogląd o nieukrzyżowaniu Jezusa został zaczerpnięty z nauki doketyzmu, który zakładał, iż na krzyżu nie wisiało w rzeczywistości ciało Jezusa, a była to bądź zjawa lub cierpiał ktoś inny. W islamie istnieje również przekonanie, że zamiast Jezusa na krzyżu mógł zginąć Judasz Iskariota, lub inny z Apostołów. Hipoteza o Judaszu jest rozwinięta w apokryficznej Ewangelii Barnaby, powstałej w kulturze islamu. Według tej Ewangelii chwilę przed pojmaniem Jezusa przez Żydów miał on zostać wzięty przez aniołów do trzeciego nieba, zaś za karę Bóg przemienił ciało zdradzieckiego Judasza tak, iż wyglądał jak Jezus. Dalsza część Ewangelii Barnaby ukazuje Judasza tłumaczącego się przed Piłatem oraz arcykapłanami, ale jednocześnie nie potrafiącego udowodnić, że to nie on tak naprawdę jest Jezusem. To dlatego ostatecznie Judasz zginął na krzyżu. Tak kwestię ukrzyżowania wyjaśnia jedna z tradycji muzułmańskich. Brak ciała tłumaczy zaś kradzieżą dokonaną przez Apostołów, a pojawienie się Jezusa później przed oczami Marii Magdaleny czy uczniów wyjaśnia tym, iż Bóg miał pozwolić Jezusowi na kilka dni zstąpić z trzeciego nieba, pocieszyć swoich zwolenników i objaśnić co tak naprawdę się dokonało, czyli że na krzyżu zmarł Judasz. Ewangelia Barnaby w typowy dla islamu sposób pomija kwestię Jezusa ukrzyżowanego, czy zmartwychwstałego. Skupia się natomiast na nim jako na proroku.

## Folklor Bliskiego Wschodu

### Wyprawa na wschód Zu'l-Karnajna
Medyńska sura Grota zawiera informacje na temat tajemniczej postaci o imieniu Zu'l-Karnajn: 

I będą ciebie pytać o Zu’l Karnajna. Powiedz: "Ja przytoczę wam o nim pewne wspomnienie." Oto umocniliśmy go na ziemi i daliśmy mu do każdej rzeczy jakąś drogę. I poszedł on po pewnej drodze. A kiedy dotarł do zachodu słońca, to zobaczył, że ono schodzi do jakiegoś błotnistego źródła; a przy nim napotkał jakiś lud. Powiedzieliśmy: "O Zu’l Karnajnie! Albo ukarzesz ich, albo też postąpisz względem nich pięknie.” On powiedział: „Tego, kto jest niesprawiedliwy, ukarzemy; potem zostanie on zwrócony swemu Panu, który go ukarze karą dotkliwą. Natomiast ten, kto wierzy i czyni dobro, będzie miał jako zapłatę nagrodę najpiękniejszą i my podamy mu nasz rozkaz łatwy do wykonania. Następnie poszedł inną drogą. Aż kiedy doszedł do wschodu słońca, spostrzegł, iż ono wschodzi nad ludem, nad którym nie rozpostarliśmy żadnej zasłony, która by go przed nim chroniła. Tak było. I objęliśmy wiedzą wszystko, co on posiadał. Następnie znowu poszedł inną drogą. Aż kiedy doszedł do miejsca znajdującego się między dwoma zaporami, znalazł za nimi pewien lud, który zaledwie mógł pojąć jakąkolwiek mowę. Oni powiedzieli: „O Zu’l Karnajnie! Oto Gog i Magog sieją zgorszenie na ziemi! Czy moglibyśmy przygotować dla ciebie daninę, abyś zbudował między nami i między nimi zaporę?” On powiedział: „To, w czym umocnił mnie mój Pan, jest lepsze; udzielcie mi więc wydatnej pomocy, a ja zbuduję między wami a nimi tamę. Przynieście mi sztaby żelaza!” A kiedy wyrównali przestrzeń między dwoma zboczami, powiedział: „Dmuchajcie!” A kiedy uczynił je jak ogień, powiedział: „Przynieście mi roztopionej miedzi, abym wlał na to żelazo.” I nie mogli ani wedrzeć się na nią, ani też nie mogli przebić w niej dziury. On powiedział: „To jest miłosierdzie od mojego Pana! A kiedy przyjdzie obietnica Pana, to On uczyni ją pyłem. Obietnica mojego Pana jest prawdą!”

{{Cytat}} Przestarzałe pola: 1.

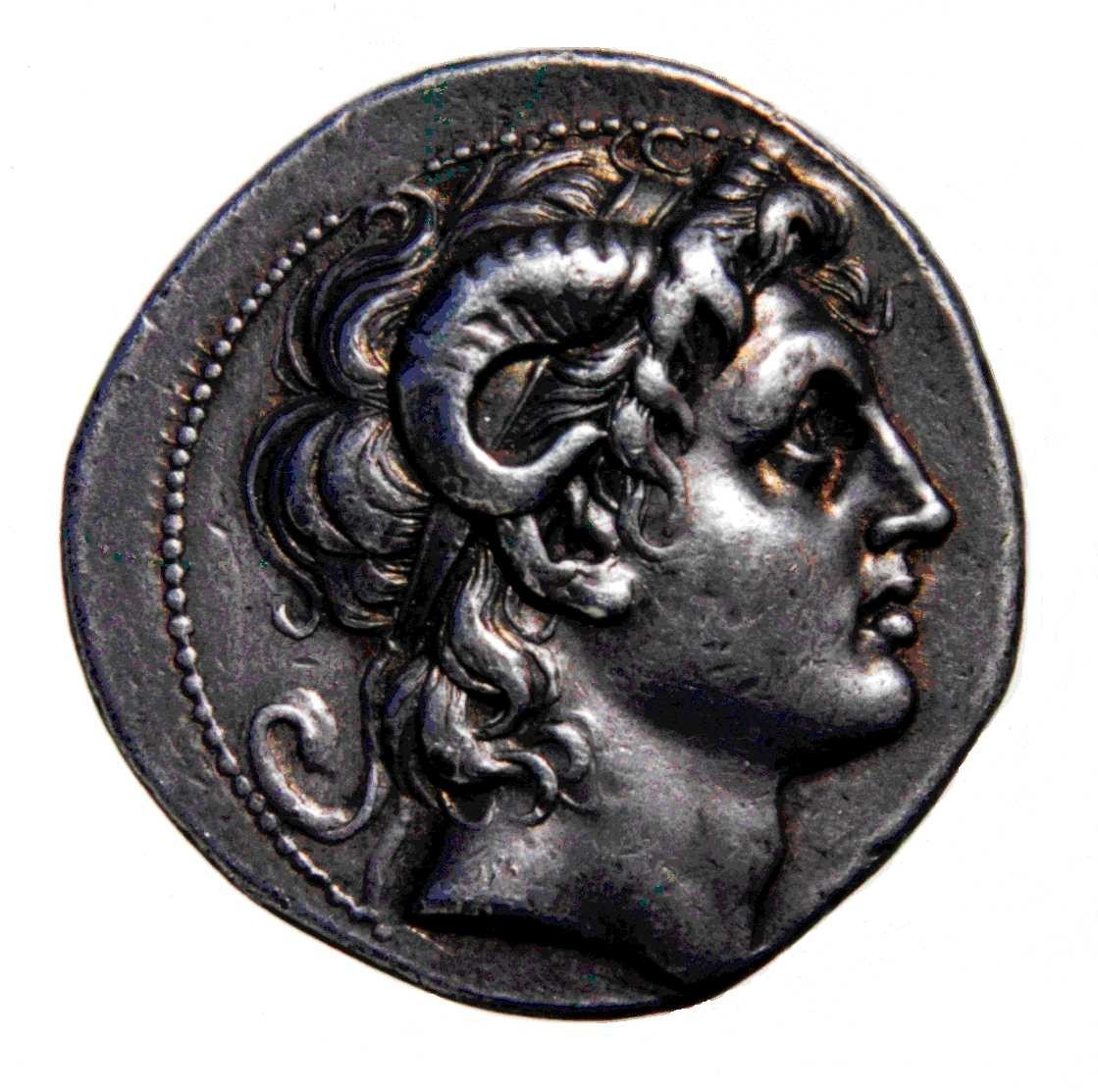
Srebrna tetradrachma przedstawiająca Aleksandra Macedońskiego z rogami, upodabniającymi go do bogów.

Postać Zu’l Karnajna jest trudniejsza do zidentyfikowania, ponieważ legenda o nim w przeciwieństwie do poprzednich nie opiera się ani na tradycji żydowskiej, ani na apokryfach. Co prawda znajduje się w niej biblijny Gog i Magog, jednak to motyw bardzo luźno wpleciony. Wcześni egzegeci muzułmańscy utożsamiali Zu’l Karnajna z Aleksandrem Wielkim – twórcą imperium w Azji z IV wieku przed naszą erą. Wskazywać na to może wspomniana podróż głównego bohatera na wschód, podobna do wyprawy Aleksandra Macedońskiego do Indii. Samo Zu’l Karnajn znaczy po arabsku tyle co „dwurogi”, a to z kolei może przywoływać popularny wizerunek Aleksandra przedstawianego na monetach na Bliskim Wschodzie na wzór boga-barana Zeusa-Amona. Zapora wybudowana przez Zu’l Karnajna w legendzie bywa utożsamiana z murem chińskim, o którym informacje w postaci legend mogły docierać na Bliski Wschód. Dwunastowieczny arabski uczony al-Idrisi narysował mapę Rogerowi z Sycylii, zaznaczając przy tym „Krainę Goga i Magoga” w miejscu Mongolii. Inną inspiracją dla zapory mogły być sasanidzkie twierdze postawione w Persji, zabezpieczające przed napaścią barbarzyńców z północy. Na treść sury XVIII mogły mieć zbiory legend znane jako Aleksandreida, gdzie władca Aleksander Wielki pokazywany jest jako cudotwórca, często gorliwy chrześcijanin sławiący jednego Boga. Mimo iż wiele wskazuje na tożsamość Zu’l Karajna z Aleksandrem, nie jest do końca pewne na kim się dokładnie wzorowano. Według innych interpretacji bohaterem sury Groty może też być Cyrus II Wielki, lub jeszcze inni władcy bliskowschodni. W wyrażeniu I będą cię pytać chodzi o fakt, iż Mahomet będąc otoczonym przez nieprzychylnych Kurajszytów w Mekce musiał objaśniać im zasady wiary, opowiadać o postaciach związanych z wiarą w jednego Boga, zwłaszcza jeśli chodzi o bohaterów Starego Testamentu. Według islamu, Mahomet dostawał od Boga wiedzę między innymi po to, by przeważyć wrogów argumentami.